# Varzay
Varzay est une commune du sud-ouest de la France, située dans le département de la Charente-Maritime (région Nouvelle-Aquitaine). Ses habitants sont appelés les  Varzéens  et les  Varzéennes.

## Géographie

### Situation géographique
La commune de Varzay se situe dans le centre du département de la Charente-Maritime, en région Nouvelle-Aquitaine, dans l'ancienne province de Saintonge. Appartenant au « midi atlantique », au cœur de l'arc atlantique, elle est partie intégrante du Grand Sud-Ouest français, et est parfois également incluse dans un Grand Ouest.

Un cours d'eau, l'Arnoult, traverse le village de Varzay. Cette rivière, qui prend sa source dans la commune voisine de Rétaud, se dirige ensuite vers le nord-ouest en direction de Soulignonne.

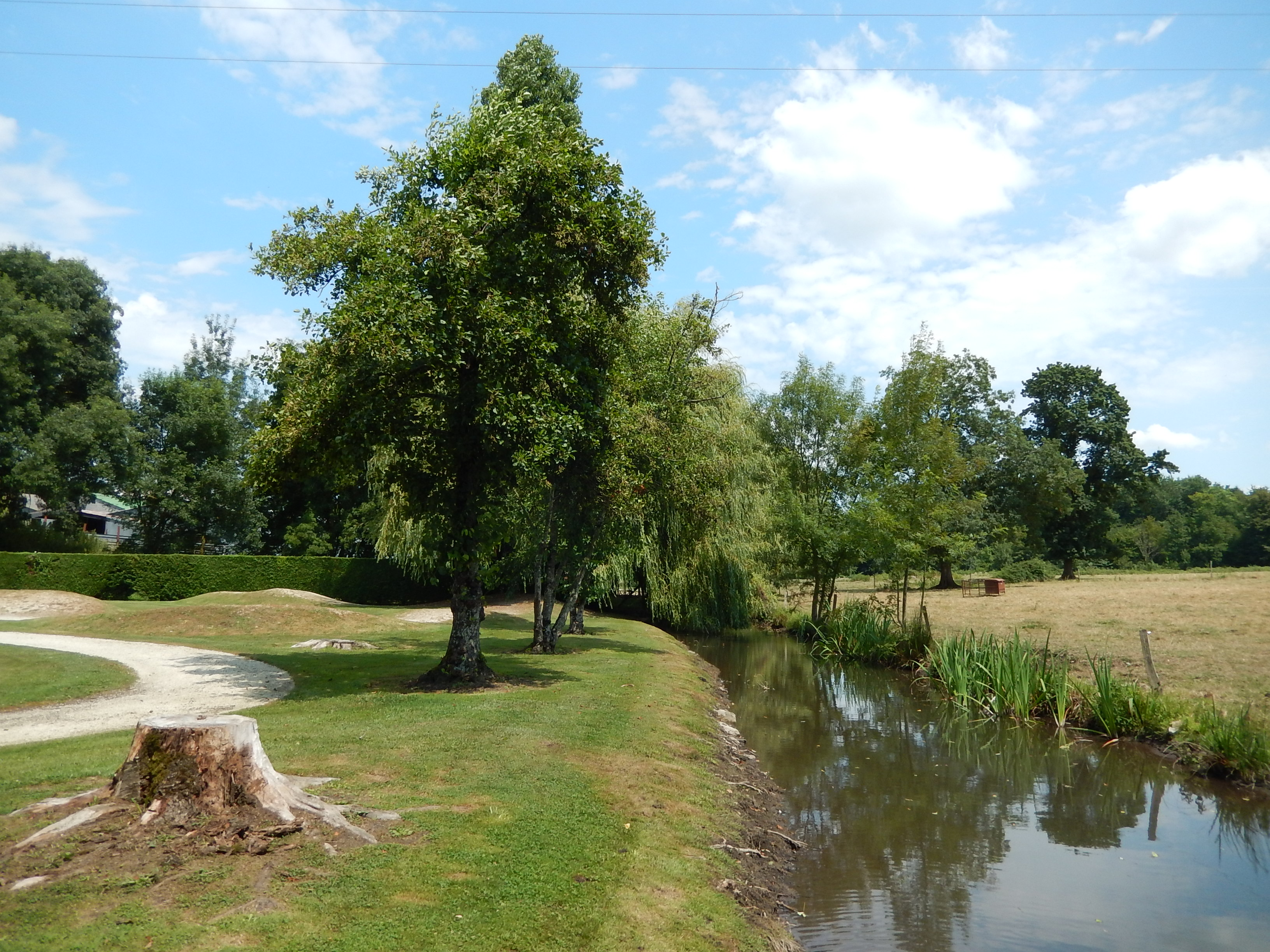
L'Arnoult longe notamment le parc municipal.

### Communes limitrophes
| Corme-Royal | Luchat |          |
| Pisany      | Varzay | Pessines |
| Thézac      | Rétaud |          |

### Description géographique
Varzay, de var désignant en celte les eaux, était un lieu aux eaux abondantes du fait de sa proximité de l'Arnoult, qui était alors un vaste estuaire au Ier siècle apr. J.-C.; celui-ci est devenu au début du XIXe siècle, au-delà de Soulignonne, un simple canal qui rejoint la Charente au droit de Tonnay-Charente.
Le sol est composé essentiellement d'argiles de décalcification et de sables limoneux qui ont été exploités dans des carrières aujourd'hui abandonnées.
L'altitude la plus élevée, 44 mètres, se trouve sur la route de Rétaud à Pisany à l'entrée du fief de Rétaud.

## Urbanisme

### Typologie
Au 1er janvier 2024, Varzay est catégorisée commune rurale à habitat dispersé, selon la nouvelle grille communale de densité à 7 niveaux définie par l'Insee en 2022.
Elle est située hors unité urbaine. Par ailleurs la commune fait partie de l'aire d'attraction de Saintes, dont elle est une commune de la couronne,. Cette aire, qui regroupe 62 communes, est catégorisée dans les aires de 50 000 à moins de 200 000 habitants,.

### Occupation des sols
L'occupation des sols de la commune, telle qu'elle ressort de la base de données européenne d’occupation biophysique des sols Corine Land Cover (CLC), est marquée par l'importance des territoires agricoles (76,7 % en 2018), une proportion identique à celle de 1990 (76,7 %). La répartition détaillée en 2018 est la suivante : 
terres arables (57,9 %), forêts (20,3 %), zones agricoles hétérogènes (16,4 %), zones urbanisées (3 %), cultures permanentes (1,9 %), prairies (0,6 %). L'évolution de l’occupation des sols de la commune et de ses infrastructures peut être observée sur les différentes représentations cartographiques du territoire : la carte de Cassini (XVIIIe siècle), la carte d'état-major (1820-1866) et les cartes ou photos aériennes de l'IGN pour la période actuelle (1950 à aujourd'hui).

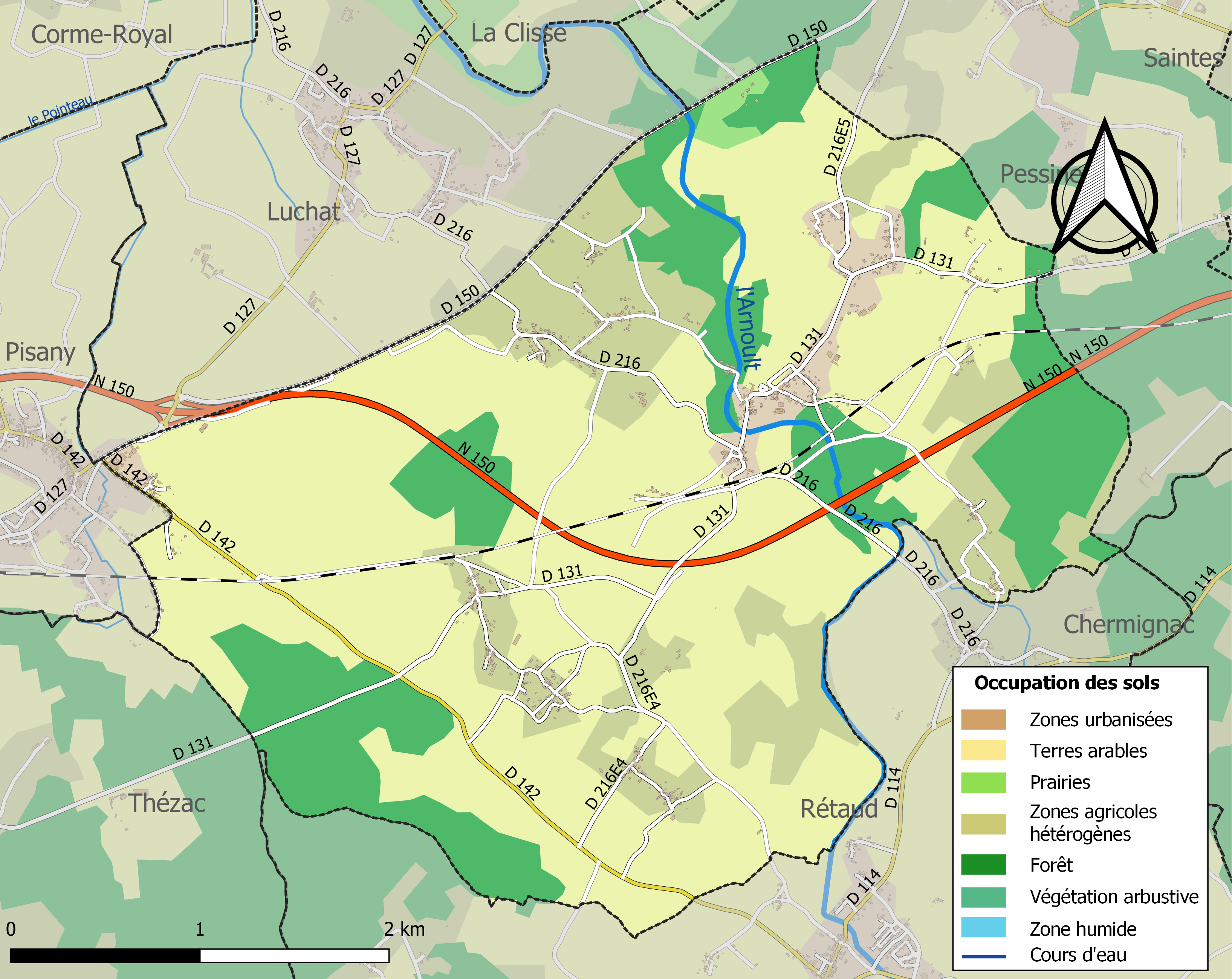
Carte des infrastructures et de l'occupation des sols de la commune en 2018 (CLC).

### Risques majeurs
Le territoire de la commune de Varzay est vulnérable à différents aléas naturels : météorologiques (tempête, orage, neige, grand froid, canicule ou sécheresse), inondations, mouvements de terrains et séisme (sismicité faible). Il est également exposé à un risque technologique,  le transport de matières dangereuses. Un site publié par le BRGM permet d'évaluer simplement et rapidement les risques d'un bien localisé soit par son adresse soit par le numéro de sa parcelle.

#### Risques naturels
Certaines parties du territoire communal sont susceptibles d’être affectées par le risque d’inondation par débordement de cours d'eau, notamment l'Arnoult. La commune a été reconnue en état de catastrophe naturelle au titre des dommages causés par les inondations et coulées de boue survenues en 1982, 1999 et 2010,.

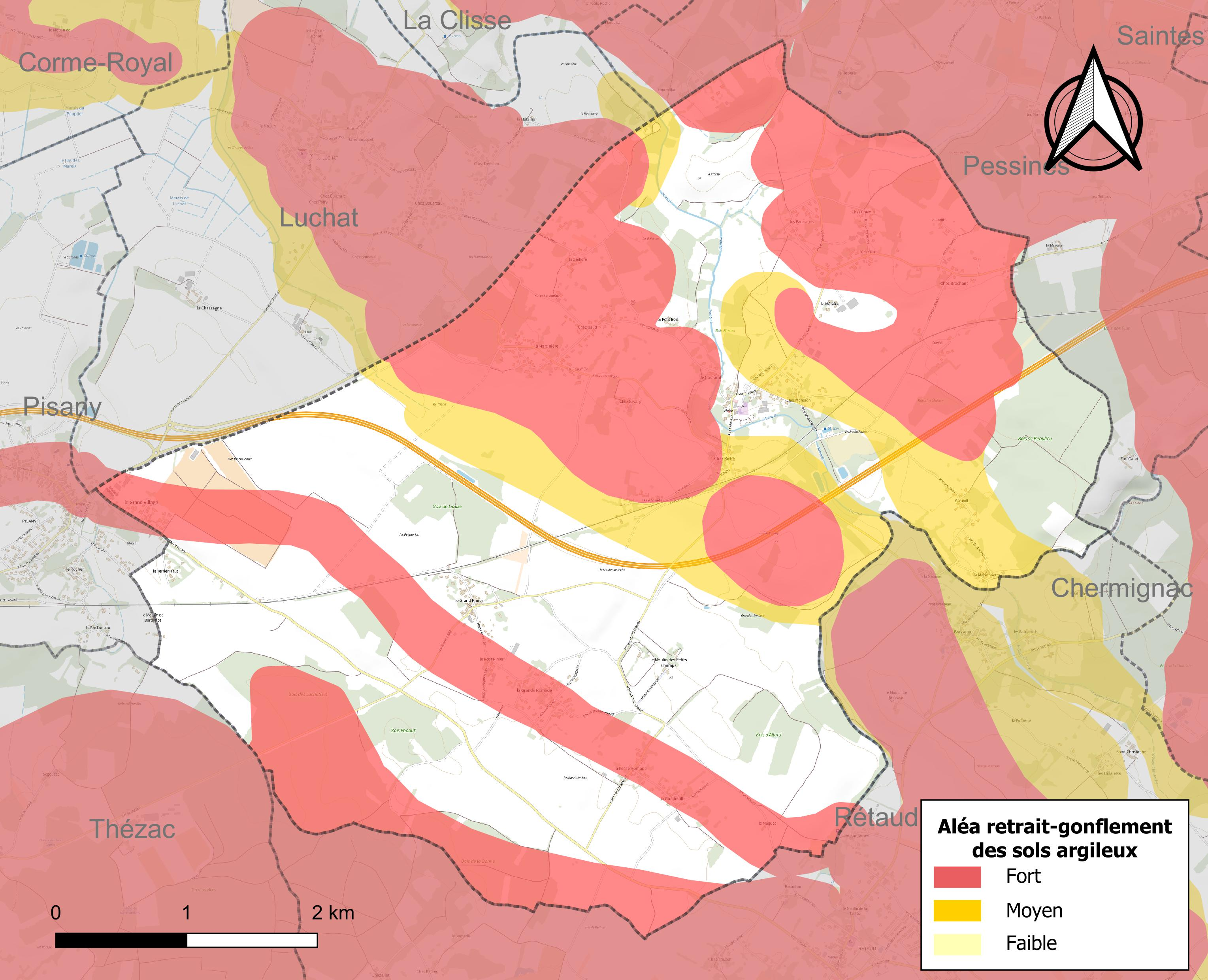
Carte des zones d'aléa retrait-gonflement des sols argileux de Varzay.

Les mouvements de terrains susceptibles de se produire sur la commune sont des tassements différentiels.
Le retrait-gonflement des sols argileux est susceptible d'engendrer des dommages importants aux bâtiments en cas d’alternance de périodes de sécheresse et de pluie. 55,8 % de la superficie communale est en aléa moyen ou fort (54,2 % au niveau départemental et 48,5 % au niveau national). Sur les 412 bâtiments dénombrés sur la commune en 2019,  339 sont en aléa moyen ou fort, soit 82 %, à comparer aux 57 % au niveau départemental et 54 % au niveau national. Une cartographie de l'exposition du territoire national au retrait gonflement des sols argileux est disponible sur le site du BRGM,.
Par ailleurs, afin de mieux appréhender le risque d’affaissement de terrain, l'inventaire national des cavités souterraines permet de localiser celles situées sur la commune.
Concernant les mouvements de terrains, la commune a été reconnue en état de catastrophe naturelle au titre des dommages causés par la sécheresse en 1989, 1992, 2003, 2005, 2009 et 2011 et par des mouvements de terrain en 1999 et 2010.

#### Risques technologiques
Le risque de transport de matières dangereuses sur la commune est lié à sa traversée par une ou des infrastructures routières ou ferroviaires importantes ou la présence d'une canalisation de transport d'hydrocarbures. Un accident se produisant sur de telles infrastructures est susceptible d’avoir des effets graves sur les biens, les personnes ou l'environnement, selon la nature du matériau transporté. Des dispositions d’urbanisme peuvent être préconisées en conséquence.

## Toponymie
Le nom de la commune provient d'un anthroponyme gallo-romain, auquel a été apposé le suffixe -acum. Il a vraisemblablement la même origine que Varzy dans la Nièvre.

## Histoire
Le pays semble avoir été habité dès la préhistoire : des bifaces acheuléens, des pointes moustériennes et des hachettes en silex y ont été retrouvés.
De l'époque du bronze (vers 1800 av. J.-C.), il faut signaler un tumulus tout près du bourg, dans une parcelle au-dessus du Couraud désignée par fief de la Grosse-Motte, tumulus qui a presque été nivelé sous le Second Empire, la terre ayant été utilisée pour surélever la chaussée au moment de la construction du pont sur l'Arnoult.
Une voie romaine traversait la commune de Varzay. Cette voie passait à la tour de Pirelonge, laissait Pisany à sa gauche. Elle se prolongeait à travers champs jusqu'à Varzay, et, de là, au fief Galet, puis à Saintes.
Les noms de Grande et Petite Romade indiquent probablement la présence d'une halte de pèlerins au Moyen Âge, sans doute ceux qui se rendaient à Saint-Jacques-de-Compostelle.

## Politique et administration

### Liste des maires

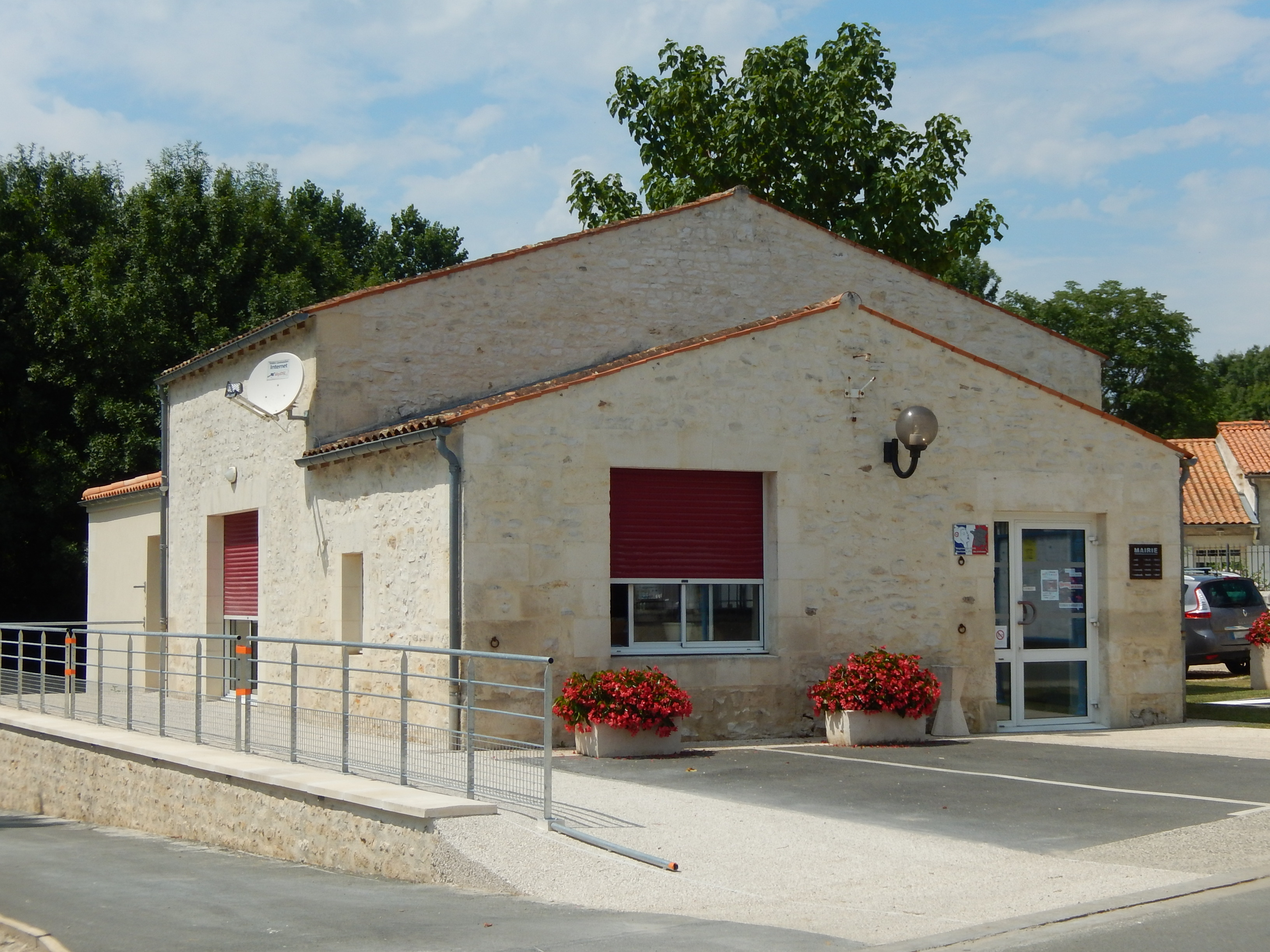
La mairie de Varzay.

| Période                                  | Période  | Identité             | Étiquette | Qualité                   |
| ---------------------------------------- | -------- | -------------------- | --------- | ------------------------- |
| 1977                                     | En cours | Bernard Châteaugiron | NI        | Kinésithérapeute retraité |
| Les données manquantes sont à compléter. |          |                      |           |                           |

### Région
À la suite de la réforme administrative de 2014 ramenant le nombre de régions de France métropolitaine de 22 à 13, la commune appartient depuis le 1er janvier 2016 à la région Nouvelle-Aquitaine, dont la capitale est Bordeaux. De 1972 au 31 décembre 2015, elle a appartenu à la région Poitou-Charentes, dont le chef-lieu était Poitiers.

### Politique environnementale
Dans son palmarès 2024, le Conseil national de villes et villages fleuris de France a attribué une fleur à la commune.

## Démographie

### Évolution démographique
L'évolution du nombre d'habitants est connue à travers les recensements de la population effectués dans la commune depuis 1793. Pour les communes de moins de 10 000 habitants, une enquête de recensement portant sur toute la population est réalisée tous les cinq ans, les populations de référence des années intermédiaires étant quant à elles estimées par interpolation ou extrapolation. Pour la commune, le premier recensement exhaustif entrant dans le cadre du nouveau dispositif a été réalisé en 2005.

En 2022, la commune comptait 847 habitants, en évolution de +4,96 % par rapport à 2016 (Charente-Maritime : +4,04 %, France hors Mayotte : +2,11 %).
| 1793 | 1800 | 1806 | 1821 | 1831 | 1836 | 1841 | 1846 | 1851 |
| ---- | ---- | ---- | ---- | ---- | ---- | ---- | ---- | ---- |
| 744  | 703  | 673  | 744  | 737  | 722  | 730  | 722  | 708  |

| 1856 | 1861 | 1866 | 1872 | 1876 | 1881 | 1886 | 1891 | 1896 |
| ---- | ---- | ---- | ---- | ---- | ---- | ---- | ---- | ---- |
| 713  | 711  | 681  | 621  | 621  | 631  | 644  | 600  | 540  |

| 1901 | 1906 | 1911 | 1921 | 1926 | 1931 | 1936 | 1946 | 1954 |
| ---- | ---- | ---- | ---- | ---- | ---- | ---- | ---- | ---- |
| 545  | 571  | 677  | 482  | 513  | 554  | 514  | 528  | 450  |

| 1962 | 1968 | 1975 | 1982 | 1990 | 1999 | 2005 | 2006 | 2010 |
| ---- | ---- | ---- | ---- | ---- | ---- | ---- | ---- | ---- |
| 471  | 468  | 474  | 592  | 634  | 671  | 718  | 732  | 793  |

| 2015 | 2020 | 2022 | - | - | - | - | - | - |
| ---- | ---- | ---- | - | - | - | - | - | - |
| 804  | 841  | 847  | - | - | - | - | - | - |

## Lieux et monuments

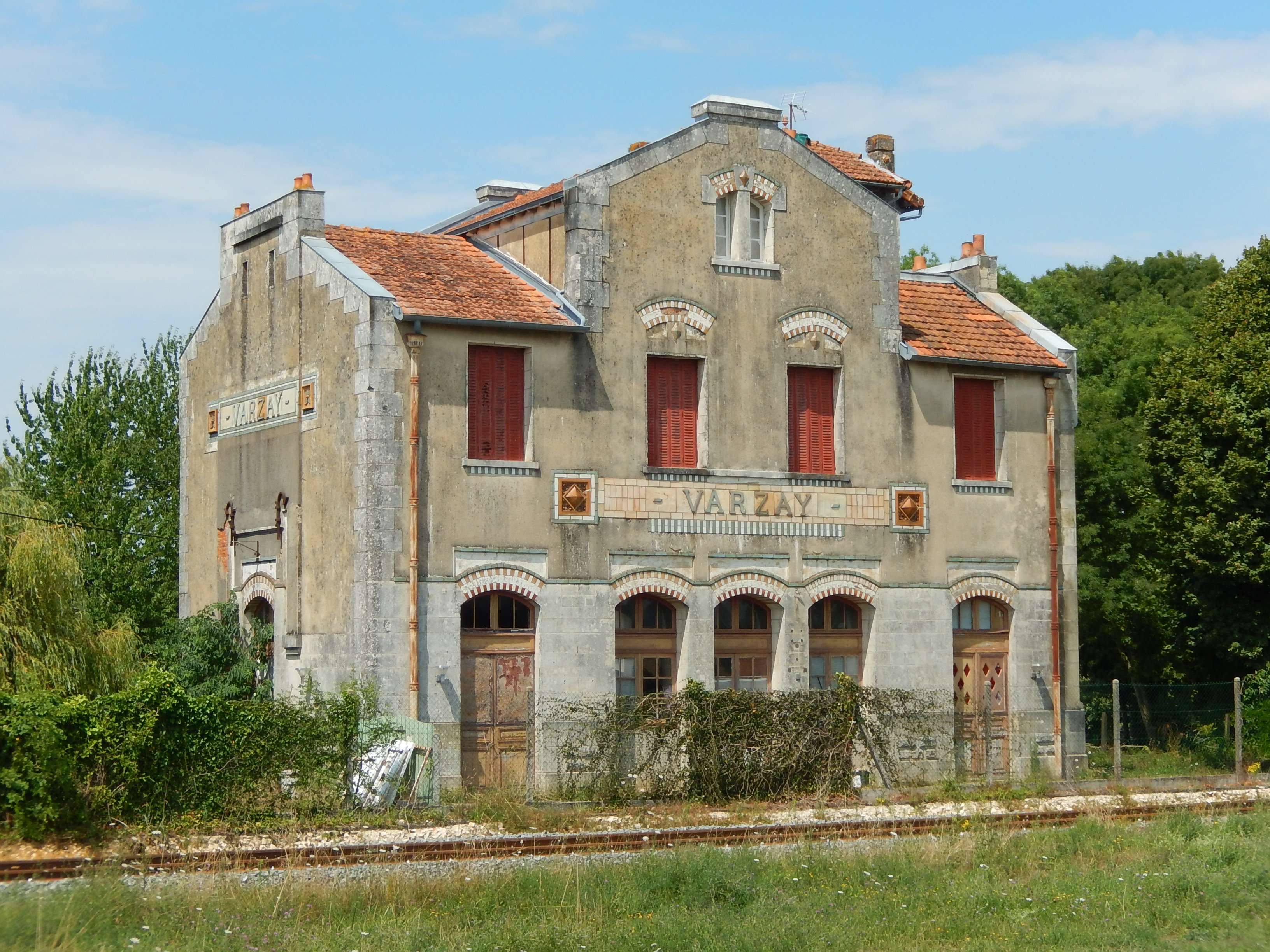
L'ancienne gare ferroviaire de Varzay.

- Église Sainte-Madeleine

L'église Sainte-Madeleine est un édifice du XIIIe siècle, presque entièrement reconstruit au XVe siècle ; la façade est du style flamboyant, le chevet est plat. Les vitraux ont été entièrement restaurés récemment. Certains signes montrent qu'au XVIe siècle on a voulu élever une chapelle latérale qui ne fut jamais achevée.
Elle fait l’objet d’une inscription au titre des monuments historiques depuis le 6 février 1996.

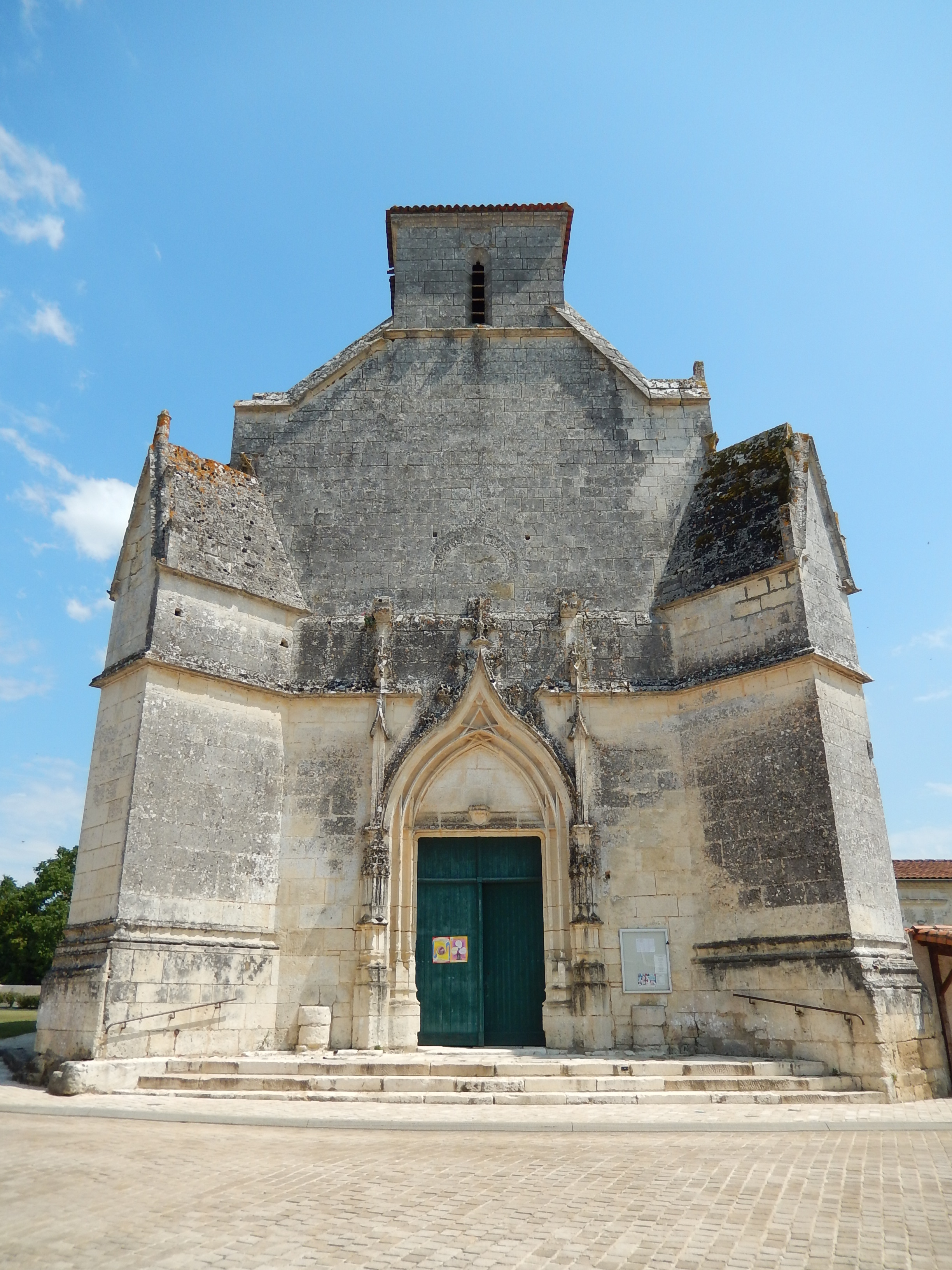
La façade ouest de l'église Sainte-Madeleine.
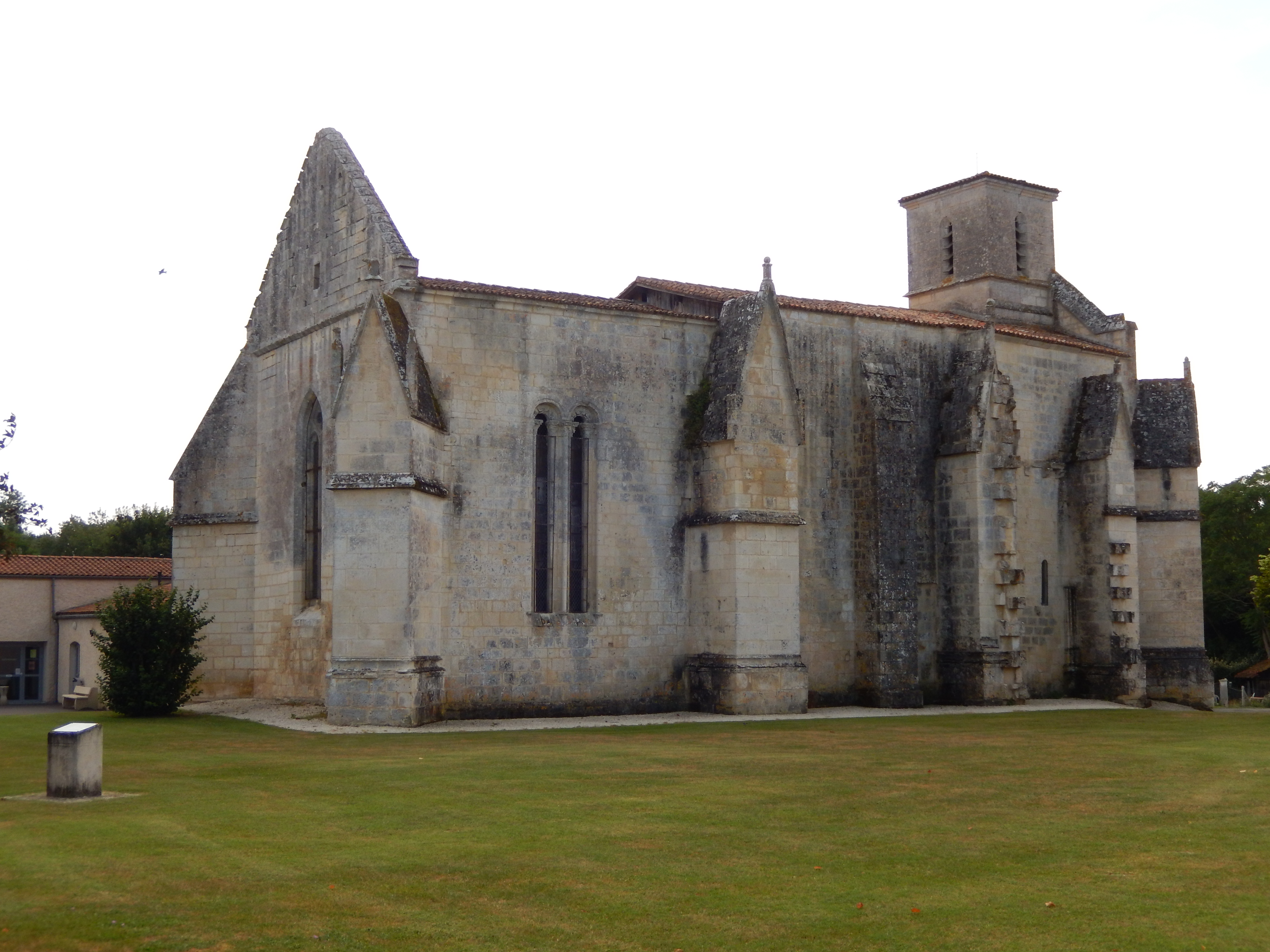
L'église, vue du nord-est.

- Ancienne gare

La gare de Varzay est édifiée entre 1909 et 1912 sur la ligne Saint-Jean-d'Angély - Saujon. Elle est typique des gares conçues par les ingénieurs des chemins de fer de l'État.
L'ensemble formé par le bâtiment principal, le local technique et sanitaire intégré dans l'enclos de la gare fait l’objet d’une inscription au titre des monuments historiques depuis le 27 août 2002.
- Motte des caves de Varzay

La motte se situe au sud du lieu-dit chez Riché, à proximité du village, dominant la plaine environnante.
Elle a été complètement arasée par les labours et ne présente de nos jours plus qu'une vague forme bombée et circulaire d'environ 35 mètres de diamètre et un mètre de dénivelé. Sous la motte se développe un souterrain aménagé.
À environ 400 m à vol d'oiseau est signalée une autre motte désignée sur le plan cadastral napoléonien par « Fief de la Grosse Motte ».